# پینگ مارتینی (گروه موسیقی)
پینگ مارتینی (به انگلیسی: Pink Martini) گروهی است که در سال ۱۹۹۴ توسط پیانیست توماس لادردیل در پورتلند، اورگان تشکیل شد. اعضای گروه، گروهشان را یک ارکستر کوچک می‌نامند که ترکیبی از چندین سبک مانند کلاسیک، پاپ سنتی، لاتین و جاز است. خوانندگان اصلی گروه پینگ مارتینی عبارتند از چاینا فوربز (China Forbes) و استورم لارج (Storm Large).

## تاریخچه
توماس لادردیل در سال ۱۹۹۴ در زادگاهش پورتلند، اورگان در زمینه سیاست فعال بود. به نظر او موسیقی در اکثر گردهمایی‌های مالی بلند و خسته‌کننده بود. او پینک مارتینی را به عنوان یک راه علاج تأسیس کرد و از ژانرهای جاز، موسیقی کلاسیک و پاپ سنتی ترکیبی ساخت تا مخاطبان بیشتری را جذب کند. سال بعد، او با چاینا فوربز، همکلاسی خود از هاروارد تماس گرفت و از او دعوت کرد تا به گروه بپیوندد. اولین تک آهنگ آنها، "Sympathique" نامزد بهترین آهنگ سال در ویکتوار د لا موزیک در فرانسه شد.
فوربس به یک زبان مسلط است اما به ۱۵ زبان آواز می‌خواند. لادردیل می‌گوید: «همه ما در پینک مارتینی زبان‌های مختلف و همچنین سبک‌های مختلف موسیقی را از نقاط مختلف جهان مطالعه کرده‌ایم؛ بنابراین، به ناچار، ساخته‌های ما بسیار متنوع است. در یک لحظه، احساس می‌کنید در وسط یک رژه سامبا در ریودوژانیرو هستید، و لحظه‌ای دیگر، در یک سالن موسیقی فرانسوی دهه ۱۹۳۰ یا یک پالازو در ناپولی هستید. کمی شبیه یک سفرنامه موسیقی شهری است. ما در بیشتر مواقع یک گروه موسیقی آمریکایی هستیم، اما زمان زیادی را در خارج از کشور می‌گذرانیم و بنابراین فرصت دیپلماتیک باورنکردنی برای نمایندگی آمریکای داریم… آمریکا که پرجمعیت‌ترین کشور جهان که تنوع فرهنگی زیادی دارد… متشکل از مردم کشورهای مختلف، با زبان‌ها و دین متفاوت است.» پینک مارتینی با حضور ۱۰ تا ۱۲ نوازنده، رپرتوار چند زبانه خود را روی صحنه‌های کنسرت و با ارکسترهای سمفونیک در سراسر جهان اجرا می‌کند.